# الخطايا السبع المميتة (مانغا)
الخطايا السبع المميتة (باليابانية: 七つの大罪، تُلفظ ناناتسو نو تايزاي) هي عبارة عن سلسلة مانجا يابانية مكتوبة ومصورة. وهي فكرة وتأليف ناكابا سوزوكي. وقد تسلسلت في مجلة شونن الأسبوعية ومنذ أكتوبر عام 2012، تجمعت الفصول في اثنا عشر مجلد تانكوبون في 17 ديسمبر 2014 , بيعت في شهر أغسطس 2014،أكثر من 5 ملايين نسخة من الخطايا السبع المميتة في الدورهة الدموية. وفي 5 أكتوبر 2014 تم عرض أنمي مُتلفز من اعداد استديو أيه-1 بكتشرز. وتم ترخيص المانجا من قبل كودانشا كوميك في الولايات المتحدة الأمريكية وتم نشرها باللغة الإنجليزية في أمريكا الشمالية، في حين يتم الإفراج عن الفصول رقميا من قبل كرانشي رول في أكثر من 170 بلدا كما تم نشرها في اليابان.

## القصة
تدور القصة الخطايا السبع المميتة وهم مجموعة من فرسان في منطقة بريطانيا تحت إمرة ملك بلاد ليونس، لكنهم هُزموا وتفرقوا بعدما كان من المفترض أن يطيحوا بـ مملكة ليونس. هزيمتهم كانت على أيدي الفرسان المقدسين، ولكن هناك إشاعات تقول أنهم مازالوا على قيد الحياة. وبعد عشر سنوات، الفرسان المقدسون يعلنون عن انقلاب ويأسروا ملك المملكة ويستولون على الحكم. إليزيبث، هي أميرة وابنة الملك الثالثة بالتبني تسافر في رحلة من أجل العثور على مجموعة “الخطايا السبع المميتة” حتى يساعدوها على إسترداد المملكة من قبضة الفرسان المقدسون.

## روابط خارجية
- الخطايا السبع المميتة على موقع ANN manga (الإنجليزية)